# Âmes rebelles
Pour plus de détails, voir Fiche technique et Distribution.
Âmes rebelles (This Above All) est un film américain réalisé par Anatole Litvak, sorti en 1942.
Il s'agit d'une adaptation du roman Fidèle à toi-même (This above all) écrit en 1942 par Eric Knight.

## Synopsis
La jeune aristocrate Prudence Cathaway choque sa famille en s'enrôlant comme infirmière dans la WAAF (Women's Auxiliary Air Force). Elle s’y lie d’amitié avec Violet Worthing, par l’intermédiaire de laquelle elle rencontre un jeune homme d’origine modeste, Clive Briggs. Malgré de brillants états de service, celui-ci a déserté car il refuse de risquer sa vie pour une victoire dont seuls les nantis tireront bénéfice.

## Fiche technique
- Titre : Âmes rebelles
- Titre original : This Above All
- Réalisation : Anatole Litvak
- Assistant-réalisateur (non crédité) : Aaron Rosenberg
- Scénario : Robert Cedric Sherriff, d'après le roman d'Eric Knight
- Producteurs : Darryl F. Zanuck et Robert Bassler (associé, non crédité)
- Société de production : 20th Century Fox
- Photographie : Arthur C. Miller
- Montage : Walter Thompson
- Musique : Alfred Newman
- Direction artistique : Richard Day et Joseph C. Wright
- Costumes : Gwen Wakeling et Sam Benson
- Décors : Thomas Little
- Pays d'origine :  États-Unis
- Distribution : Fox-Europa
- Procédé : 35mm, Noir et blanc, son monophonique
- Genre : Drame, romance et guerre
- Durée : 118 minutes
- Dates de sortie  :

 États-Unis : 12 mai 1942
 France : 23 avril 1947
- Affiche : Georges Dastor (France)

## Distribution
- Tyrone Power : Clive Briggs
- Joan Fontaine : Prudence 'Pru' Cathaway
- Thomas Mitchell : Cpl. 'Monty' Montague
- Henry Stephenson : Général Cathaway
- Nigel Bruce : Ramsbottom
- Gladys Cooper : Tante Iris
- Philip Merivale : Dr. Roger Cathaway
- Sara Allgood : La serveuse
- Alexander Knox : Le recteur
- Queenie Leonard : Violet Worthing
- Melville Cooper : Wilbur
- Jill Esmond : L'infirmière Emily Harvey
- Holmes Herbert : Dr. Mathias
- Denis Green : Dr. Ferris
- Arthur Shields : L'aumônier
- Miles Mander : Le major
- Dennis Hoey : Parsons

Et, parmi les acteurs non crédités :
- John Abbott : Joe
- Harry Allen : Hubert
- Leonard Carey : Un policier avec le recteur
- Mary Forbes : L'épouse du pasteur
- Lumsden Hare : Le premier maître-d'hôtel
- Doris Lloyd : Une sergente (WAAF)
- Wyndham Standing : Un docteur
- Heather Thatcher : Une infirmière
- Rhys Williams : Un sergent

## Distinctions
- Le film a reçu l'Oscar de la meilleure décoration.
- Il fut également nommé pour la photographie, le montage et la prise de son.

## Autour du film
- Des scènes furent censurées à la demande des membres du Code Hays. Tous les passages qui faisaient référence à des relations sexuelles entre les deux protagonistes, et au fait que Prudence soit enceinte furent supprimés.

- Quelques années plus tard, Tyrone Power reprit à la radio son rôle de Clive Briggs, et Barbara Stanwyck remplaça Joan Fontaine dans celui de Prudence.